# ويليام جوستين
ويليام جوستين (بالإنجليزية: William Heath)‏ هو ضابط ورسام وسياسي أمريكي، ولد في 2 مارس 1737 في الولايات المتحدة، وتوفي بنفس المكان في 24 يناير 1814.